# 郊区 (扬州市)
中國江苏省扬州市1983年到2002年的一个市辖区， 2002年11月11日到2011年11月期间称维扬区。 2012年开始整体并入邗江区。